# テヘラン空中衝突事故
テヘラン空中衝突事故（てへらんくうちゅうしょうとつじこ）とは、1993年2月8日にイランの首都テヘラン近郊の上空でイランエアツアーズのツポレフ Tu-154M（機体番号EP-ITD）と、イラン空軍スホーイ Su-24攻撃機が空中衝突した航空事故である。

## 概要
1993年2月8日、イランエアツアーズ機は不定期便として乗客119名、乗員12名を乗せ、マシュハド国際空港（マシュハド）へ向けてテヘランのメヘラーバード国際空港の29R滑走路から離陸した。同時刻にイラン空軍Su-24は2名の乗組員の操縦で、メヘラーバード国際空港の29L滑走路への着陸態勢へ入っていた。14時16分 (IRST) 頃、イランエアツアーズ機とイラン空軍機が空中で衝突し、メヘラーバード国際空港から約9.4マイル (15.1 km)離れたQodsの街に墜落した。イランツアーズ機の乗員・乗客131名、イラン空軍機のパイロットの2名の合計133名全員が死亡した。